# Konjī (ort i Iran)
Konjī (persiska: كُنچی, Konchī, گُنجی, کنجی) är en ort i Iran.   Den ligger i provinsen Hormozgan, i den södra delen av landet, 1 000 km söder om huvudstaden Teheran. Konjī ligger 427 meter över havet och antalet invånare är 433.
Terrängen runt Konjī är varierad. Runt Konjī är det glesbefolkat, med 11 invånare per kvadratkilometer. Närmaste större samhälle är Berkeh Lārī, 16,8 km väster om Konjī. Trakten runt Konjī är ofruktbar med lite eller ingen växtlighet.